# Trudering-Riem
Trudering và Riem là các khu vực ở München, cả hai nhập thành quận 15 Trudering-Riem.

## Vị trí

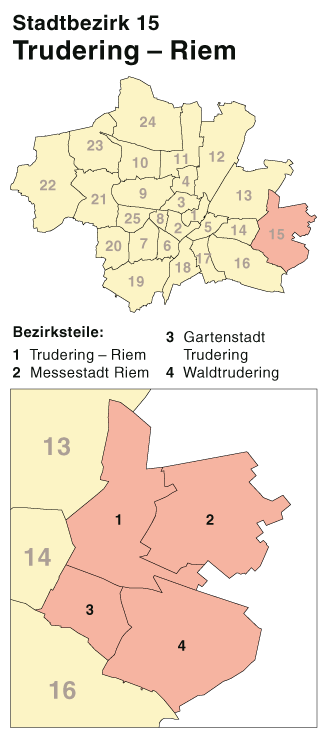
Vị trí quận 15 ở München

Quận này bao gồm vùng đất ở phía Đông của München. Về phía Tây nó có biên giới với Berg am Laim và Bogenhausen, về phía Nam với Ramersdorf-Perlach, về phía Bắc Johanneskirchen và về phía Đông với các xã trong huyện München.
Quận này gồm có các vùng sau:
- Am Moosfeld
- Gartenstadt Trudering
- Kirchtrudering
- Messestadt Riem
- Neutrudering
- Riem
- Straßtrudering
- Waldtrudering

Trung tâm cũ của làng Riem nằm chung quanh nhà thờ St. Martin tại Martin-Empl-Ring. Trung tâm của làng Kirchtrudering vòng quanh nhà thờ St. Peter und Paul tại Kirchtruderinger Straße, và của Straßtrudering ở ngã tư giữ đường Truderinger với Bajuwarenstraße.

## Cơ sở hạ tầng

### Riem
Riem là trung tâm của các môn thể thao về ngựa ở München. Nó có một trường đua ngựa (Galopprennbahn Riem), được xây từ 1895. Ngoài ra nó còn có một sân thể thao cưỡi ngựa (Olympia Reitanlage Riem) được xây cho thế vận hội mùa hè 1972 tại München, một trường dạy cưỡi ngựa (Reitakademie München), trường dạy môn Polo (Poloschule München), Trụ sở của cơ quan cảnh sát cưỡi ngựa (Polizeireiterstaffel München).

### Messestadt Riem
Mesestadt có một công viên rất lớn được xây cho kỳ triển lãm vườn hoa liên bang (Bundesgartenschau 2005). Để lại ngoài ra còn có một hồ tắm nhân tạo Riemer See với nhiều bãi, các chỗ chơi Beachvolleyball, chỗ chơi skateboard. Ngoài ra Messestadt còn có một trung tâm mua sắm và một trung tâm văn hóa.

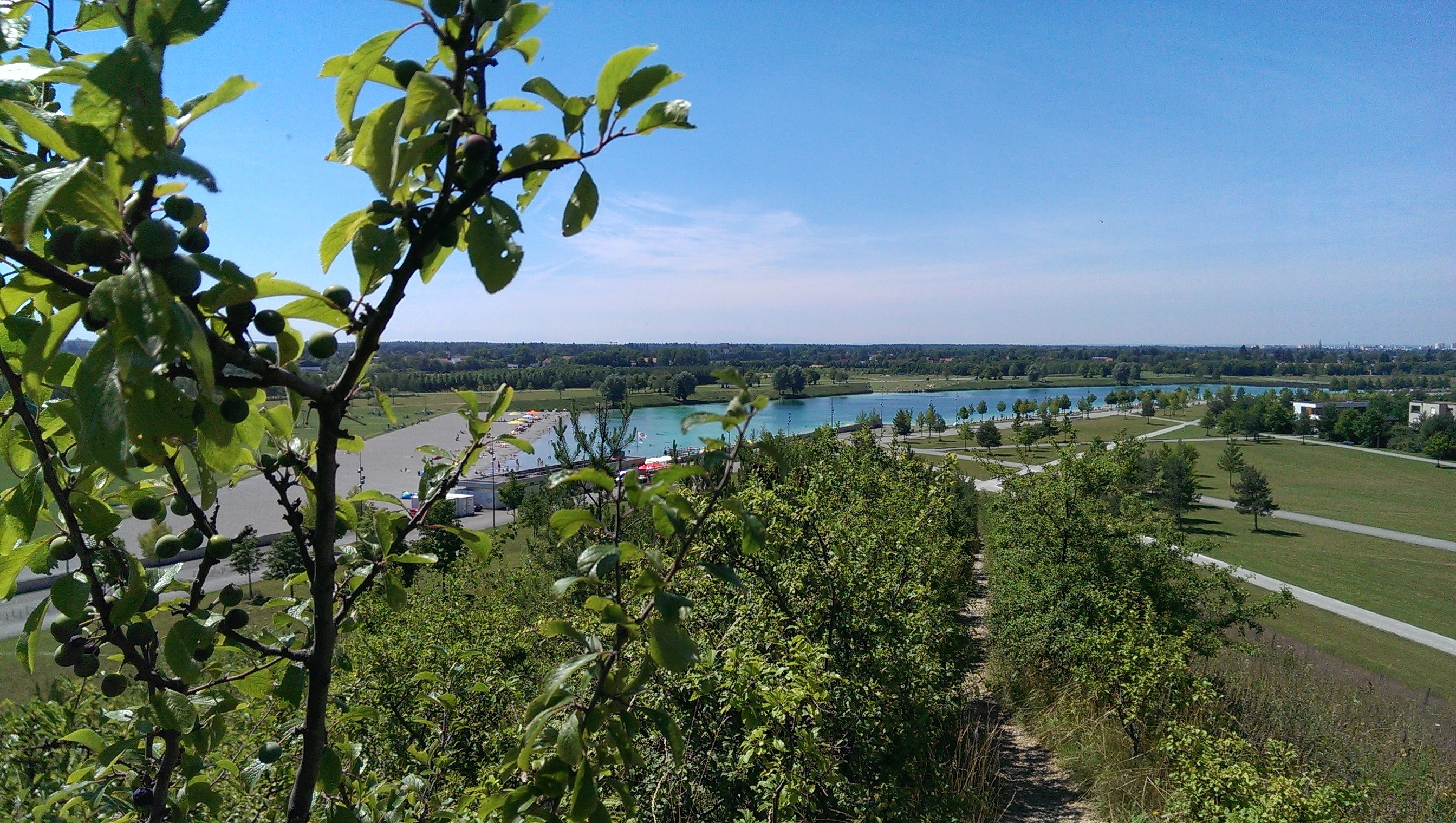
Riemer Park

## Lịch sử Riem
Trong khu vực làng Riem nhiều đồ cổ được tìm thấy, có những thứ từ thế kỷ 7 TCN. Trong văn kiện chính thức Riem được nhắc tới khoảng 957/972, tuy nhiên người ta cho là ở Riem khoảng năm 700 đã có một hiệp sĩ với hầu cận của ông ta tới đây cư ngụ. Cái tên Riema, bắt nguồn từ thế kỷ thứ 9, một số cho là có nghĩa là giây thắt lưng, bởi nguyên thủy các nông trại trong làng này được xây vòng quanh nhà thờ như một vòng thắt lưng. Đây là nhà thờ lâu đời nhất tại quận Trudering-Riem. 1183, khoảng 200 năm sau khi được nhắc tới là nhà thờ của làng, nó được ghi trong văn kiện là St.-Martins-Kirche Riem trong nhiều thế ký là chỗ nghỉ trọ cho xe ngựa chở hành khách tuyến đường München–Mühldorf.
Từ năm 1818 Riem là một xã độc lập, sau đó có thời gian nó thuộc xã Dornach (bây giờ là một phần của xã Aschheim). Từ 1895 cho tới 1897 sân đua ngựa được xây ở Riem. Tới đầu năm 1937 thì Riêm được nhập vào München.

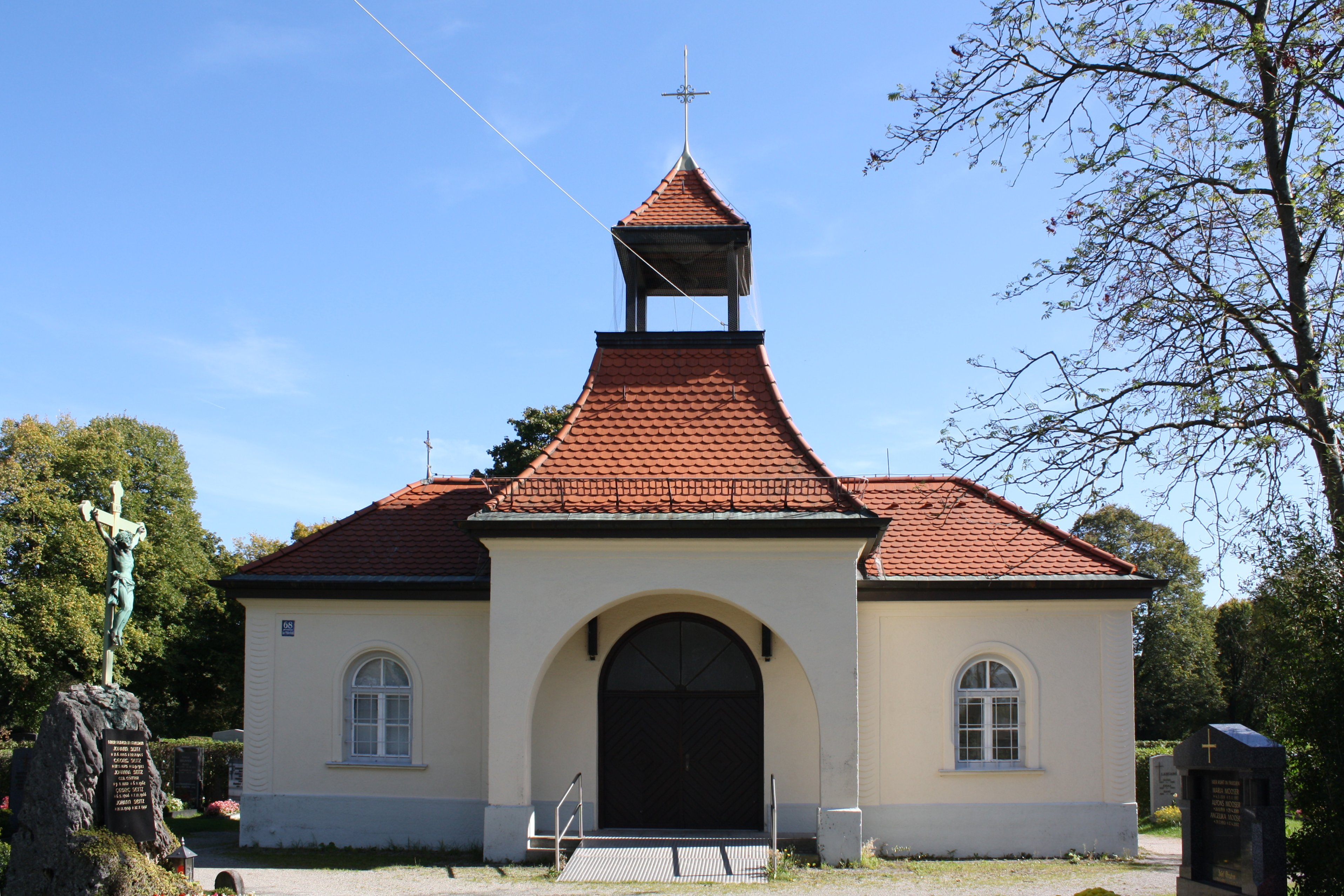
Nhà xác tại nghĩa địa Riem

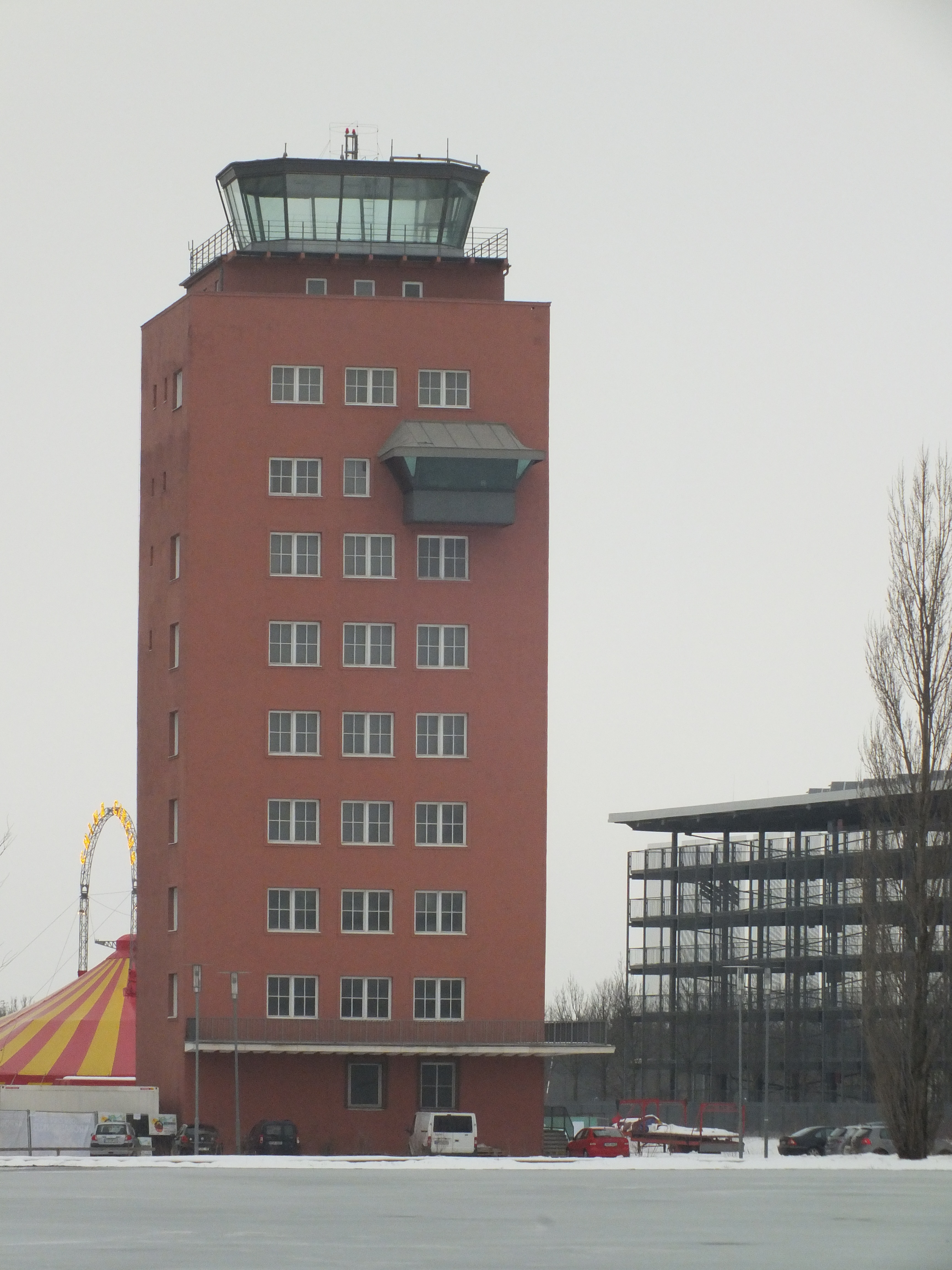
Đài kiểm soát của phi trường Riem cũ

Riem cho tới 1992 có phi trường München-Riem. Từ 1994 một phần của khu vực phi trường cũ được dùng để xây Hội chợ München mới và khu nhà ở. Chỉ có tháp phi trường và Wappenhalle được giữ lại làm di tích lịch sử.
Phần lớn của đất tại phi trường được xây lại thành công viên Riem với hồ Riem, mà được dùng từ cuối tháng tư cho đến đầu tháng 10 năm 2005 làm nơi triển lãm vườn hoa Liên bang.

## Phát triển dân số
(Con số vào ngày 31 Dezember, dân cư với chỗ ở chính.)
| Năm  | Dân cư  | số ngoại quốc    | Diện tích (mẫu tây) | Số dân mỗi mẫu tây | Nguồn |
| ---- | ------- | ---------------- | ------------------- | ------------------ | --- |
| 2000 | 042.996 | 05.828 (13,6 %)  | 02.245,39           | 019                | Statistisches Taschenbuch München 2001. Lưu trữ ngày 5 tháng 6 năm 2016 tại Wayback Machine pdf-Download |
| 2001 | 045.403 | 06.687 (14,7 %)  | 02.245,39           | 020                | Statistisches Taschenbuch München 2002. Lưu trữ ngày 6 tháng 3 năm 2016 tại Wayback Machine pdf-Download |
| 2002 | 047.186 | 07.456 (15,8 %)  | 02.245,39           | 021                | Statistisches Taschenbuch München 2003. Lưu trữ ngày 5 tháng 3 năm 2016 tại Wayback Machine pdf-Download |
| 2003 | 047.919 | 07.493 (15,6 %)  | 02.245,49           | 021                | Statistisches Taschenbuch München 2004. pdf-Download                                                     |
| 2004 | 048.914 | 07.546 (15,4 %)  | 02.245,49           | 022                | Statistisches Taschenbuch München 2005. pdf-Download                                                     |
| 2005 | 050.990 | 08.032 (15,8 %)  | 02.245,49           | 023                | Statistisches Taschenbuch München 2006. pdf-Download                                                     |
| 2006 | 053.915 | 08.723 (16,2 %)  | 02.244,71           | 024                | Statistisches Taschenbuch München 2007. pdf-Download                                                     |
| 2007 | 056.487 | 09.223 (16,3 %)  | 02.245,03           | 025                | Statistisches Taschenbuch München 2008. pdf-Download                                                     |
| 2008 | 059.031 | 09.876 (16,7 %)  | 02.246,52           | 026                | Statistisches Taschenbuch München 2009. Lưu trữ ngày 6 tháng 3 năm 2016 tại Wayback Machine pdf-Download |
| 2009 | 060.879 | 010.321 (17,0 %) | 02.246,58           | 027                | Statistisches Taschenbuch München 2010. pdf-Download                                                     |
| 2010 | 062.756 | 011.078 (17,7 %) | 02.245,18           | 028                | Statistisches Taschenbuch München 2011. pdf-Download                                                     |
| 2011 | 064.983 | 012.173 (18,7 %) | 02.245,05           | 029                | Statistisches Taschenbuch München 2012. pdf-Download                                                     |
| 2012 | 065.869 | 012.466 (18,9 %) | 02.245,05           | 030                | Statistisches Taschenbuch München 2013. pdf-Download                                                     |

Dân số gia tăng rất nhanh tại Trudering-Riem (von 35.394 invafo năm 1987 lên tới 65.000 dân cư 2012 / khoảng +86 %) do chủ yếu việc xây cất ở những vùng đất trống nhất là từ giữa thập niên 1990. Trên vùng đất của phi trường cũ hình thành khu phố Messestadt Riem với khoảng 5.500 căn nhà.

## Sách báo
- Willibald Karl (Hrsg.), Karl Bachmaier u. a.: Trudering, Waldtrudering, Riem. Münchens ferner Osten. Volk Verlag, München 2003, ISBN 3-937200-06-1.
- Stadtbezirk Trudering-Riem – Informationen für Bürger und Gäste. WEKA-Verlag, Mering 2004, OCLC 76558831. (online im Webarchiv, PDF; 1,5 MB)